# Paroksyton
Paroksyton, paroksytonon (gr. paroksýtonon) – wyraz lub zestrój akcentowy akcentowany paroksytonicznie, czyli taki, którego akcent pada na przedostatnią sylabę. W języku polskim większość wyrazów jest zaliczana do paroksytonów.